# Isola Dora
Dora (in lingua aleutina Hachuugix Tanax) è un'isola disabitata delle isole Andreanof, nell'arcipelago delle Aleutine, e appartiene all'Alaska (USA). Si trova nella Bay of Islands (baia delle isole) sulla costa occidentale di Adak; è lunga 1,6 km e ha un'altezza massima di 60 m.
È stata così nominata da una spedizione della marina americana, nel 1934, in onore della nave a vapore Dora impegnata a lungo nella zona a scopi commerciali.